# سيستل تيليكوم
سيستل تيليكوم شركة مصرية مختصة في مجال الاتصالات في مصر، يرأسها د.إسماعيل مشهور، والشركة لديها توكيل شركة موتورولا العالمية في مصر، وللشركة عدة مشاريع في مصر والدول العربية والعالم منها إنشاء شبكة التترا في مصر، وإنشاء شبكة المحمول في نيجيريا، دخلت الشركة مناقصة الرخصة الثالثة للمحمول في مصر لكنها لم تنجح في الحصول عليها.
المقر الرئيسي للشركة في منطقة الزمالك في القاهرة بمصر، وللشركة مبنى في القرية الذكية بمحافظة السادس من أكتوبر، وتبني الشركة مبنى ضخم في منطقة أبو رواش بأكتوبر سيكون هو المقر الرئيسي عند اكتماله.

## وصلات خارجية
- الموقع الرسمي علي الويب
- أول شبكة ترنك لاسلكي رقمي في مصر، كنانة أون لاين، 20 فبراير 2007 م